# محمد مهدی موسوی بجنوردی
سید محمدمهدی موسوی بجنوردی (۱۸ فروردین ۱۳۱۳ – ۱ اردیبهشت ۱۴۰۱) فقیه، اصولی، مجتهد و استاد حوزهٔ علمیهٔ تهران بود. او فرزند ارشد میرزا حسن بجنوردی، از مراجع نجف و نوهٔ سید ابوالحسن اصفهانی، مرجع عام شیعیان جهان بود.
حوزه علمیه از سید محمد مهدی موسوی بجنوردی به عنوان یکی از علمای بزرگ اسلامی قرن ۱۵ نام برده‌است.
سیدمحمدکاظم بجنوردی، رئیس دائرةالمعارف بزرگ اسلامی و رهبر حزب ملل اسلامی و سید محمد بجنوردی، عضو پیشین شورای عالی قضایی برادران او می‌باشند.

## زندگی‌نامه
سید محمدمهدی بجنوردی از خاندان موسوی است که نسب او به ابراهیم مجاب، نوهٔ امام کاظم می‌رسد. پدرش میرزا حسن بجنوردی، از مراجع معاصر مقیم نجف و نویسندهٔ «القواعد الفقهیة» بود. پدربزرگش سید ابوالحسن اصفهانی، نیز مهم‌ترین مرجع تقلید شیعیان در عصر حاضر بوده‌است.
وی در ۸ سالگی توسط پدربزرگش معمم شد و از آن پس به تحصیل دروس حوزوی در نجف پرداخت. او در سال ۱۳۴۹ به ایران آمد و به دنبال ممنوع الخروجی، در تهران به فعالیت‌های علمی و مذهبی خود ادامه داد. ایشان بیش از ۴۰ سال امامت مسجد الجلیل (واقع در خیابان نامجو) را عهده‌دار بود و در منزل خود به تدریس دروس خارج فقه می‌پرداخت.

## تحصیلات
او از شاگردان مراجع تقلید حسین حلی، میرزا حسن بجنوردی، سید محسن حکیم و سید محمود حسینی شاهرودی در فقه و اصول و شیخ صدرا بادکوبه‌ای در فلسفه بود و از چهارتن از مراجع نجف اجازهٔ اجتهاد داشت.

## آثار و تألیفات
- کتاب الطهارة (۳ جلد)
- تحریر الأصول (دورهٔ کامل اصول فقه)
- کتاب البیع
- آثار منتشرنشده (شامل کتاب الصلاة، الاجتهاد و التقلید، تقریر دروس اساتید در نجف، تعلیقاتی بر کفایة الأصول، کتاب المکاسب و عروة الوثقی)

## ازدواج
وی داماد میرزا علی نایینی، فرزند ارشد میرزای نایینی به‌شمار می‌آمد.

## دوری از سیاست
لقمان مداین عکاس مراسم تشییع سید محمد مهدی موسوی بجنوردی به مناسبت خاکسپاری وی در صفحه اینستاگرامش نوشت:
- اوایل انقلاب که آیت الله روح‌الله خمینی از ایشان خواست تا رئیس قوه قضائیه بشود، وی این درخواست را رد کرد و اعلام کرد که قصد ندارد وارد امور سیاسی شود و می‌خواهند مسیر علمی خود را ادامه بدهد و معلم باشد.

## درگذشت
سید محمدمهدی بجنوردی در ۱ اردیبهشت ۱۴۰۱ در بیمارستانی در تهران درگذشت. پیکر او ابتدا در تهران مسجد الجلیل واقع در خیابان گرگان (نامجو) که به مدت بیشتر از ۵۰ سال محل اقامهٔ نماز او بود، تشییع و پس از آن به مشهد منتقل شد و در رواق دارالزهد حرم امام رضا به خاک سپرده شد.